# Dimitri Mitropoulos
Dimitri Mitropoulos (født 1. marts 1896 i Athen , Grækenland, død 2. september 1960 La Scala i Milano , Italien) var en græsk dirigent , pianist og komponist.
Mitropoulos hører til en af det 20. århundredes store dirigenter. Han var pianist og havde fotografisk hukommelse.
Han dirigerede Minneapolis Symphony Orchestra (1937-1949) og New York Philharmonic Orchestra (1949-1958).
Han underviste og inspirerede bl.a. Leonard Bernstein , som fulgte hans eksempel som musiker. Han har skrevet sonater og få orkesterværker.
Mitropoulos døde under en orkesterprøve af Gustav Mahlers 3. symfoni på La Scala i Milano. Han huskes bedst som dirigent af internationalt format.

## Værker
- Sonate for violin og klaver
- Orkesterværker

1. ↑  Navnet er anført på engelsk og stammer fra Wikidata hvor navnet endnu ikke findes på dansk.